# Habenaria subarmata
Habenaria subarmata är en orkidéart som beskrevs av Heinrich Gustav Reichenbach. Habenaria subarmata ingår i släktet Habenaria och familjen orkidéer. Inga underarter finns listade i Catalogue of Life.